# Милевский, Тадеуш
Таде́уш Ми́левский (пол. Tadeusz Milewski; род. 17 мая 1906, ум. 5 марта 1966 в Кракове) — польский лингвист, профессор Ягеллонского университета.
Родился в Коломые в семье врача Феликса Милевского и Юстины, урождённой Вояковской. С 1925 г. изучал славянское языкознание в университете Яна Казимира во Львове. В 1929 году, защитил работу Przyczynki do dziejów języka połabskiego и, получив звание доктора, переехал в Краков, где в 1933 году прошёл процедуру хабилитации. Изучал индоевропеистику в Коллеж де Франс в 1931—1933 гг. В 1939 получил должность профессора Католического университета Люблина, однако не успел приступить к работе в нём из-за начала войны.
6 ноября 1939 был арестован, находился в концлагерях Заксенхаузен и Дахау. После войны вернулся в Ягеллонский университет, а также стал членом ПАН. В 1956 году стал деканом факультета филологии Ягеллонского университета.
Умер 5 марта 1966 года после долгой болезни. Погребальными торжествами руководил краковский архиепископ — Кароль Войтыла.
Занимался старопольским языком, ономастикой, теорией языка, индейскими языками. Милевский, осмысляя процесс языкового развития, высказал предположение о том, что именно область Паннонии, а также земли к югу от Карпат образовывали центральную зону, где складывались важнейшие инновации, предопределившие последующее развитие диалектных отношений позднего праславянского языка.

## Труды
- Dwie bulle wrocławskie z lat 1155 i 1245 (1927)
- Przyczynki do dziejów języka połabskiego (1929)
- Rozwój fonetyczny wygłosu prasłowiańskiego (1933)
- Zarys językoznawstwa ogólnego
  - cz. 1: Teoria językoznawstwa (1947)
  - cz. 2: Rozmieszczenie języków (1948)
  - cz. 3: Typologia (не закончена)
- Wstęp do językoznawstwa (1954)
- Językoznawstwo PWN Warszawa (1975)